# العامل 10
العامل 10 (بالإنجليزية :factor 10)
هو الفكرة الجوهرية عن أن البشرية لابد وأن تقلل من استهلاك الموارد في جميع أنحاء العالم بنسبة 90% خلال ال 30-50 سنة القادمة، وأن الطاقة البشرية المستخدمة وتدفقات المواد غير قابلة للاستمرارية ومدمرة للبيئة .ولتحقق التجريد، إفترض العامل 10 أن استخدام البشرية للطاقة لابد وأن يقل خلال الجيل القادم بعامل قدره 10 (تقليل الإسراف للطاقة إلى عشر الوضع الحالي) ،وأن إنتاجية وكفاءة الموارد يجب أن تزيد بمقدار عامل 10 (تتضاعف الكفاءة عشرة أضعاف).

## التاريخ
فريدريك شميت بليك، من معهد فوبرتال للمناخ والبيئة والطاقة، هو أول من إقترح عامل 10 وتجريد المفاهيم في بوادر 1990. وخلص في دراسته أن 80٪ من موارد العالم يتم توزيعها بين دول العالم الأول ، والتي تساهم بنسبة 20٪ من سكان العالم، ولذلك تلك الدول دعت إلى نظام مستدام للتنمية .والهدف من عامل 10 هو ضمان أن الدول لا تتجاوز القدرة الاستيعابية لكوكب الأرض وترك ما يكفي من الموارد للأجيال القادمة .

## العامل 4
تم تطوير العامل 10 من العامل الأقل إثارة وهو العامل 4 والذي إقترحه في الأصل هنتر لوفينز وأمورى لوفينز من معهد جبل روكي وايضا إرنست فون ويسكر، مؤسس معهد فوبرتال للمناخ والبيئة والطاقة .وقد شرح كتابهم العامل 4 كيف أنه من السهل على الدول تحقيق نتائج العامل 4 مع التكنولوجيات الموجودة .وكان مبدأه يهدف إلى تخفيض الموارد والطاقة المستخدمة بنسبة 75% بمضاعفة الناتج وتخفيض مدخلات الإنتاج للنصف.

## الأهداف
ويتطلب العامل 10 استحداث تكنولوجيات جديدة وسياسات وعمليات تصنيع جنبا إلى جنب مع التغيير في ثقافة المجتمع لخلق اقتصاد عالمي يكون مستداما لفترة طويلة من الزمن .وهدف المدى الطويل لعامل 10 إعطاء الوقت اللازم للعديد من الحكومات والشركات الطامحة لتحقيق المنجزات الكبيرة التي اقترحها عامل 10. وقد استخدمت الحكومات والأعمال الكفاءة الأقتصادية، والمشتريات البيئية المصممة من أجل البيئة، والسياسات ،والضرائب البيئية في تنفيذها لنظرية العامل 10 .
وذهب العامل 10 إلى أبعد من ذلك كاستجابة لدعوة البرنامج البيئي للولايات المتحدة للحد من عشرة أضعاف في استهلاك الموارد في البلدان الصناعية كهدف ضروري على المدى الطويل إذا تم تصدير الموارد الكافية لتلبية احتياجات البلدان النامية . مع الارتفاع المتوقع في عدد السكان والنمو الاقتصادي، فالحفاظ على مستوى من التلوث لدينا اليوم ونحن بحاجة إلى أن نكون قادريين على إنتاج نفس المخرجات ل10٪ من التأثير.
يعتبر مبدأ العامل X هو الطريقة المباشرة لاستخدام النظام المترى والأنشطة المتنوعة التي تعمل على تقليل الموارد الداخلة والطاقة المستخدمة في العمليات الجارية .وأصبح التساؤل الضرورى هو بماذا يمكن للعامل أن يقلل من التدفقات من الموارد .فهو أداة مفيدة لمراقبة أداء الأعمال حيثما يكون التجريد .